# Слейтер, Родни
Родни Эрл Слейтер (англ. Rodney Earl Slater; род. 23 февраля 1955, Марианна, Арканзас) — американский государственный деятель, министр транспорта США (1997—2001).

## Биография
Окончил Университет Восточного Мичигана в 1977 году и Университет Арканзаса в 1980 году. Затем работал в администрации губернатора Билла Клинтона, в том числе его помощником (1983—1987) и членом комиссии штата Арканзас по шоссейным дорогам (1987—1993).
После победы на президентских выборах 1992 года, Клинтон назначил Слейтера главой Федерального управления шоссейных дорог, а в 1997 году — министром транспорта.